# Brovary
Brovary (Oekraïens: Бровари) is een stad in de Oekraïense oblast Kiev.
In 2017 telde Brovary 102.865 inwoners. Brovary is een industriestad, maar heeft ook een goed ontwikkelde sportinfrastructuur.

## Geschiedenis

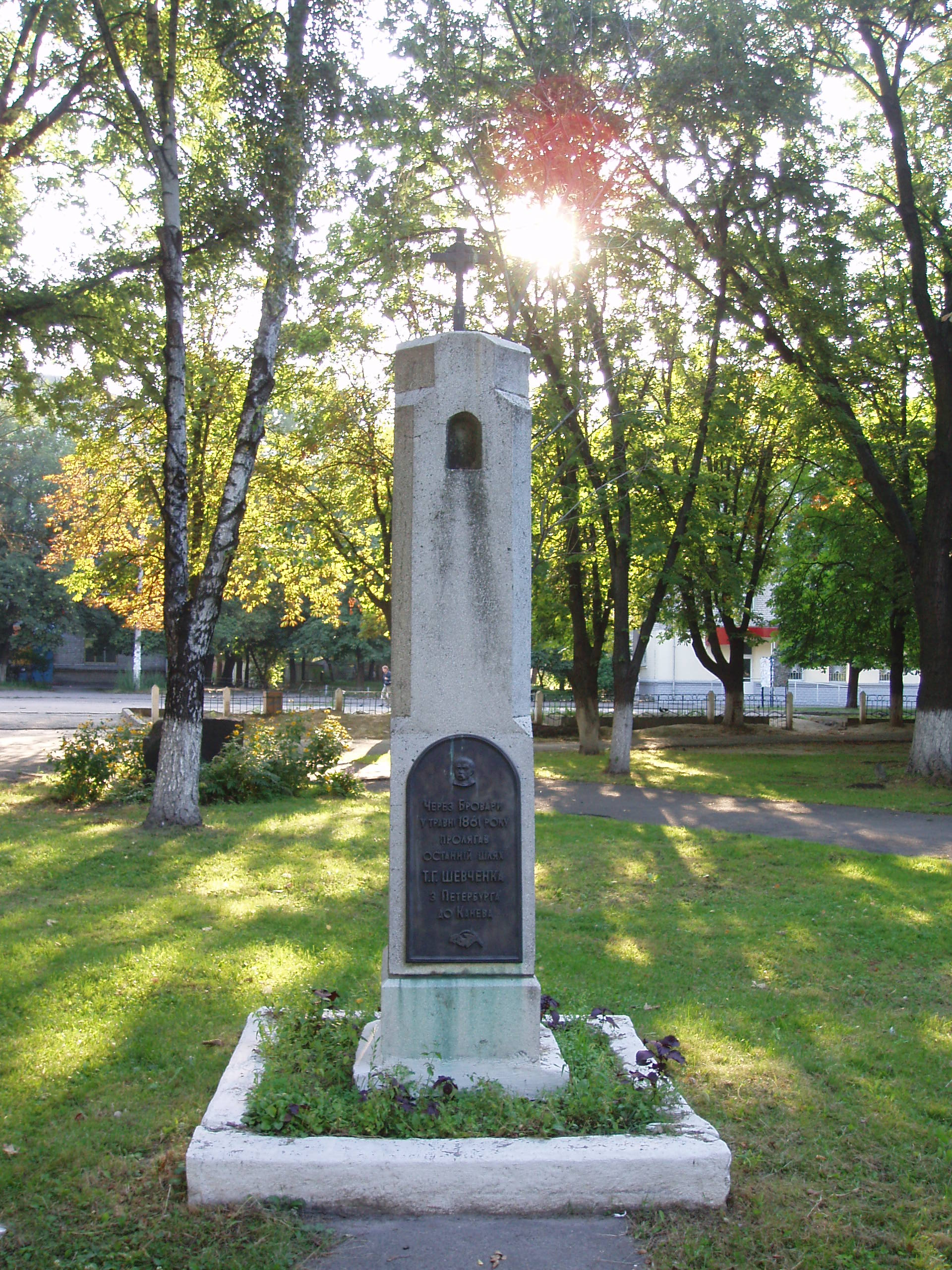
Monument ter herdenking van de 150e sterfdag van Sjevtsjenko

Brovary is een stad die voor het eerst werd genoemd in 1630 en waarvan de naam "brouwerijen" betekent. De kozakken stationeerden er in 1649 een sotnia (compagnie van 100-150 personen) onder leiding van Bohdan Chmelnytsky. Brovary werd om het bier dat er werd gemaakt, vaak bezocht door mensen die onderweg waren naar Kiev. Een van hen was de Oekraïense dichter Taras Sjevtsjenko. Hij bezocht de plaats regelmatig tussen 1829 en 1847. In het centrum van de stad is voor hem een monument opgericht. In het park staan nog enkele andere monumenten, die aan het verleden herinneren.

## Beschrijving
Brovary ligt op 20 kilometer afstand van de hoofdstad Kiev en is een districtscentrum. In de omgeving zijn bossen met gemengd loof- en naaldhout te vinden. Het klimaat is gematigd continentaal.
De stad kan worden onderscheiden in een oud en een nieuw deel, en een industriewijk. In de 21e eeuw is het een belangrijk centrum van de schoenmaakindustrie. Ook zijn er ondernemingen die kleding, meubels, machineonderdelen en gereedschappen en spullen van plastic vervaardigen. Er zijn 10 scholen voor voortgezet onderwijs, 2 muziekscholen, een school voor kunsten en 3 bibliotheken. Het historisch museum "Prometey" ligt in de Gagarinstraat in het centrum.
Voorts staat er een lange- en kortegolf-zenderpark met een 259 meter hoge zendmast. Het munthuis van Oekraïne is gevestigd in Brovary. Enkele olympisch- en wereldkampioenen werden in Brovary geboren of begonnen er hun carrière. Oleksandra Kononova won 3 medailles op de Paralympische Winterspelen 2010 in Vancouver en werd de sportpersoonlijkheid van het jaar in Oekraïne.

## Bekende personen
- Maria Lagunova, vrouwelijk tankchauffeur uit de Tweede Wereldoorlog, ereburger van de stad
- Oleg Lisogor, zwemmer
- Vitaly en Wladimir Klitschko hebben hier hun opleiding als bokser gehad